# Лёфквист, Вильям
Свен Вильям «Вилли» Лёфквист (швед. Sven William "Wille" Löfqvist; 12 апреля 1947, Евле, Швеция — 23 октября 2016, Евле, Швеция) — шведский хоккеист, бронзовый призёр зимних Олимпийских игр в Лейк-Плэсиде (1980). Лучший шведский вратарь в начале 1970-х гг.

## Биография
Начал свою карьеру в клубе «Стрёмсбро», в составе которого в сезоне 1967/68 дебютировал в первом дивизионе национального первенства, на тот момент — высшей лиге шведского чемпионата. В 1968 г. перешел в «Брюнес», с которым, начиная с сезона 1975/76 был участником созданной элитной серии; в составе клуба он провел 500 матчей и стал шестикратным чемпионом страны (1970, 1971, 1972, 1976, 1977 и 1980). В 1972 г. был признан хоккеистом года в Швеции.
За национальную сборную провел 105 матчей. Обладатель бронзовой медали зимних Олимпийских играх в Лейк-Плэсиде (1980). Серебряный (1973) и двукратный бронзовый призер чемпионатов (1971 и 1976).
В конце сезона 1982/83 в возрасте 36 лет он завершил свою карьеру.
В сезоне 2011/12 занял должность главного тренера «Брюнеса» и в этом качестве сразу же смог выиграть с командой титул чемпиона Швеции.
Также являлся игроком в гольф и управлял собственным рестораном в спорткомлексе Läkerol Arena.